# Thornton-le-Street
Thornton-le-Street is een civil parish in het bestuurlijke gebied Hambleton, in het Engelse graafschap North Yorkshire.